# Arroyo Timboy
Arroyo Timboy är ett periodiskt vattendrag  i Argentina.   Det ligger i provinsen Corrientes, i den nordöstra delen av landet, 500 kilometer norr om huvudstaden Buenos Aires.
Omgivningen kring  Arroyo Timboy är mycket glesbefolkad, med 7 invånare per kvadratkilometer.